# Netelia rufescens
Netelia rufescens là một loài tò vò trong họ Ichneumonidae.